# Бах, Мария
Баронесса Мари́я Эми́лия фон Бах (нем. Marie Emilie Freiin von Bach; 11 марта 1896, Вена — 26 февраля 1978, там же) — австрийская пианистка, скрипачка, композитор и художница.

## Биография
Мария родилась в музыкальной семье: её отец, Роберт Бонавентура Майкл Венцель фон Бах, был адвокатом, но также занимался музыкой и живописью, мать, Элеонора Жозефа Мария Терезия Огюст Бах, была певицей и композитором. В 1897 году семья переехала в Баден. Девочка начала заниматься музыкой в возрасте пяти лет с частным педагогом, одновременно училась игре на скрипке и на фортепиано . Была второй скрипкой в домашнем оркестре своего отца. Окончила музыкальную школу как пианистка, С 1919 по 1925 год училась в Венской академии музыки, где её учителями были Йозеф Маркс (композиция), Пауль де Конне (фортепиано) и Иван Бутников (дирижирование) .
Манера Марии Бах сформировалась под влиянием поздних романтиков, Мусоргского, Скрябина и Стравинского. В 1921 году она дебютировала как композитор с циклом «Шутовские песни» (нем. Narrenlieder) для тенора и оркестра. В 1920-30-е годы ею были написаны фортепианный квартет, фортепианный квинтет, соната для виолончели и фортепиано, другая камерная и вокальная музыка.
В 1952 году вышла замуж за итальянского художника Артуро Чьячелли и вскоре также начала заниматься живописью, преимущественно пейзажной. После того как начала выставляться, получила признание даже большее, чем как музыкант.
Умерла 26 февраля 1978 года, отравившись из-за утечки бытового газа.